# Jacqueline Gold
Pour les articles homonymes, voir Gold.
Jacqueline Gold (née le 16 juillet 1960 à Bromley dans le Kent et morte le 16 mars 2023) est une femme d'affaires britannique.
Chef de la direction des entreprises du Groupe International Ann Summers et Knickerbox, elle est la 16e femme la plus riche de Grande-Bretagne.

## Biographie
Jacqueline Gold est la fille de l'homme d'affaires britannique David Gold, a grandi dans la maison de famille à Biggin Hill dans le Kent. David Gold laisse la responsabilité de Jacqueline à sa première femme car il cherchait à avoir un fils.
En août 2007, elle a été la principale participante du deuxième épisode de la série de BBC Radio 4 dans lequel elle expose son enfance malheureuse. Jacqueline commence à travailler chez Royal Doulton, mais a décidé qu'elle ne voulait pas aller dans la gestion et a demandé à son père pour acquérir une expérience professionnelle supplémentaire. Ayant acquis les quatre magasins de la chaîne « Ann Summers » en 1972, son père donne à sa fille l'expérience du travail à l'âge de 19 ans en 1979.
Sa première autobiographie, Good Vibrations a été publiée en 1995 (par Pavillon Livres), avec un deuxième livre de Courage, publié en avril 2007 (Ebury), ce qui a conduit Jacqueline à être poursuivie en justice par un ancien employé pour diffamation. Le roman intitulé Courage a été retiré de la vente en novembre 2008 après avoir été republié sur Ebury le 7 février 2008 avec trois pages enlevées et réintitulée Please Make it Stop, l'action en diffamation de la Cour a été réglée en août 2009.
Elle décède le 17 mars 2023 des suites d'un cancer du sein. Elle subissait des traitements depuis sept ans pour lutter contre cette maladie.

### Vie privée
Jacqueline Gold engage plusieurs procédures judiciaires contre son beau-père pour abus sexuel, arguant qu'elle a été abusée chez elle pendant trois ans (de ses douze ans jusqu'à ses quinze ans).
Elle s'est mariée en 2010 avec Dan Cunningham et a eu une fille, Scarlett ; ils habitaient à Whyteleafe dans le Surrey.